# Collaroy Plateau
Collaroy Plateau é um subúrbio do norte de Sydney, no estado da Nova Gales do Sul, na Austrália, 22 quilômetros a nordeste do distrito empresarial central de Sydney, na área do governo local do Conselho de Northern Beaches. Collaroy Plateau faz parte da região Northern Beaches.